# Paraphylax mercator
Paraphylax mercator là một loài tò vò trong họ Ichneumonidae.